# محبوبه رمضانی
محبوبه رمضانی (زاده: ۲۸ آبان ۱۳۵۴) مادر پژمان قلی‌پور از جان‌باختگان اعتراضات آبان ۹۸ و از مادران دادخواه آبان ۹۸ اهل ایران است. او به‌خاطر دادخواهی به دفعات متعدد بازداشت و بازجویی شده‌است. سال‌های اخیر وی در برخی از کمپین‌های حمایتی از مردم ایران و اعتراض به حکومت جمهوری اسلامی در شبکه‌های اجتماعی همراهی کرده‌است. به‌همین دلیل نیروهای سایبری جمهوری اسلامی با گزارش گروهی موجب بسته شدن اشتراک اینستاگرام محبوبه رمضانی شدند.
۸ مرداد ۱۴۰۰، در پی تجمع اعتراضی در میدان آزادی تهران به همراه جمعی از مادران و دیگر اعضای خانواده جان باختگان اعتراضات آبان‌ماه ۹۸ بازداشت شدند. محبوبه رمضانی و مادران دادخواه در جریان تجمع میدان آزادی ضمن دادخواهی خون کشته‌شدگان آبان ۹۸ از اعتراضات مردم خوزستان نیز حمایت کردند.
محبوبه رمضانی در واکنشی از سخنان اصغر فرهادی، فیلمساز، دربارهٔ عدم آگاهی در فضای مجازی پس از نمایش فیلم قهرمان انتقاد کرده‌است. او در بخش دیگری از واکنش‌هایش به سکوت پرویز پرستویی نسبت به کشته‌شدگان آبان ۹۸ اشاره می‌کند و خطاب به پرستویی می‌گوید: «آقای پرستویی از بچه‌های فلسطین و بچه‌های غزه می‌گوید، ولی یک بار نشد که صدای بچه‌های آبان باشد».
«آقای فرهادی! فضای مجازی دشمن این مردم نیست، بلکه در این دوران سرکوب که ظاهراً شما از آن بی‌نصیبید، تنها صدای این مردم ستمدیده است. ممنون از آگاهی‌ای که می‌خواستید به این مردم بدهید. اما عزیزان ما برای گذر از این آگاهی دروغین شما جانشان را داده‌اند. قهرمان‌تان را بردارید با آن جایزه‌هایتان را بگیرید، اما از ما مردم مایه نگذارید که قهرمانان ما یا به خون غلتیدند یا در زندان زیر شکنجه‌اند.»— محبوبه رمضانی
۲۰ تیر ۱۴۰۱، محبوبه رمضانی، مادر پژمان قلی‌پور همزمان با خانواده‌های برخی دیگر از جانباختگان آبان ۱۳۹۸، بازداشت شد.خبرگزاری فارس، افراد بازداشت شده را به ارتباط با «سرویس جاسوسی بیگانه» و دریافت پول «از یک رابط مالی خارجی» متهم کرد.
محبوبه رمضانی و رحیمه یوسف‌زاد ۴ مرداد ۱۴۰۱ پس از دو هفته بازداشت آزاد شدند.

## محکومیت به ۱۰۰ ضربه شلاق
پیمان قلی‌پور، برادر پژمان قلی‌پور، ۲۶ تیر در حساب کاربری خود در اینستاگرام اعلام کرد که مادرش به ۱۰۰ ضربه شلاق محکوم شده‌است. او گفت این حکم احتمالاً با کمپین حجاب، بی‌حجاب که ۲۱ تیر برگزار شد، مرتبط است. وی همچنین نوشت: «اینکه مادرم را دقیقاً روز قبل این کمپین بازداشت کردند، می‌تواند مرتبط باشد و ظاهراً آن روز بالاخره بهانه‌ای که مدتها بود دنبالش بودند را پیدا کردند».
او در بخش دیگری از یادداشت خود تنها جرم مادرش را «دادخواهی» عنوان کرد و گفت: «بیشترین دلیلی که باعث می‌شود این‌ها از او (مادرش) بترسند این است که حقیقت را فریاد می‌زند. از او می‌ترسند چون عکس پژمان را یک دقیقه زمین نمی‌گذارد».
وزارت امور خارجه آمریکا، صدها فعال سیاسی و مدنی، و خانواده‌های پرواز ۷۵۲ به بازداشت محبوبه رمضانی و مادران دادخواه واکنش نشان داده و اعتراض کردند.